# Алексі де ла Крус
Алексі де ла Крус (ісп. Alexy de la Cruz, 11 грудня 1995) — домініканський боксер, призер чемпіонату світу і Панамериканських ігор.

## Аматорська кар'єра
2018 року завоював бронзову медаль на Іграх Центральної Америки і Карибського басейну.
2019 року, здобувши перемогу над Жаном Сейседо (Еквадор) і програвши у півфіналі Освелу Кабальєро (Куба), завоював бронзову медаль на Панамериканських іграх.
На Олімпійських іграх 2020 переміг Ківіна Аллікока (Гаяна) — 5-0 і програв у другому бою Альберту Батиргазієву (Росія) — 0-5.
На чемпіонаті світу 2021 завоював бронзову медаль в категорії до 60 кг.
- В 1/32 фіналу переміг Ніка Окот (Кенія) — 5-0
- В 1/16 фіналу переміг Мурата Їлдирим (Німеччина) — 3-0
- В 1/8 фіналу переміг Абдурахмона Йокубова (Таджикистан) — 5-0
- В 1/4 фіналу переміг Арслана Хатаєва (Фінляндія) — 4-1
- У півфіналі програв Соф'яну Уміа (Франція) — 1-4

На чемпіонаті світу 2023 програв у другому бою Ерісланді Альваресу (Куба).
На Іграх Центральної Америки і Карибського басейну 2023, здобувши у фіналі перемогу над Ерісланді Альваресом (Куба), став чемпіоном в категорії до 63,5 кг.
На Панамериканських іграх 2023, здобувши дві перемоги і програвши у півфіналі Мігелю Мартінесу (Мексика), завоював бронзову медаль.